# Ložnica, Velenje
Ložnica je naselje v Mestni občini Velenje in eden izmed zaselkov Krajevne skupnosti Šentilj pri Velenju. 
Vas je razporejena ob glavni cesti Polzela—Velenje ter se na obeh straneh razprostira po hribu navzgor. Šteje okoli 170 prebivalcev, ki se večinoma vozijo na delo v Velenje in v ostala okoliška mesta, veliko prebivalcev pa se prav tako ukvarja s kmetovanjem. Zelo razvita je živinoreja ter poljedelstvo, nekateri prebivalci pa se ukvarjajo tudi z vinogradništvom.
V preteklosti je bil med drugo svetovno vojno tukaj odprt rudnik boksita, vendar so ga kasneje zaradi izčrpanja rudnin opustili in je nato propadel. Zraven nekdanjega rudnika se nahaja tudi Vranja peč, ki je pečina, skozi katero je voda izdolbla pot in tako ustvarila prehod med zaselkoma Silova in Ložnica. Ime je dobila prek pripovedk o vranah, ki naj bi se zadrževale na tej pečini.